# القسم المركزي (مقاطعة مينودشت)
القسم المركزي (بالفارسية: بخش مرکزی شهرستان مینودشت) هي بلدة تقع في إيران في غلستان. يقدر عدد سكانها بـ 69,272 نسمة .